# Escola Secundária Francisco Rodrigues Lobo
A Escola Secundária Francisco Rodrigues Lobo é uma escola secundária pública situada em Leiria.

## História
Criada em 1844, a escola foi instalada provisoriamente no Seminário Episcopal da cidade em 1851. Só em 1895 passou a funcionar em edifício próprio, construído para o efeito, numa rua que tem hoje a designação de Rua Tenente Valadim.
Com designações que foram variando ao longo dos tempos — Liceu Nacional de Leiria, Liceu Central de Leiria, Liceu Central de Rodrigues Lobo —, assume desde 1912 o nome do seu patrono, Francisco Rodrigues Lobo, poeta, prosador, historiógrafo, tradutor, moralista e erudito cristão novo de Leiria. Foi durante o Estado Novo que a designação de Liceu de Rodrigues Lobo foi substituída pela de Liceu Nacional de Leiria; para, posteriormente, após o 25 de abril de 1974, regressar ao nome do patrono.
O edifício da atual Escola Secundária Francisco Rodrigues Lobo, situado na Rua Afonso Lopes Vieira, pertence a um conjunto constituído por escolas destinadas ao ensino liceal ou técnico, construídas entre 1936 e 1968, pelo Ministério das Obras Públicas do Estado Novo, através da Junta das Construções para o Ensino Técnico e Secundário. O busto do patrono que se encontra na ala norte da escola, foi aí colocado a 13 de julho de 1937, no âmbito de uma homenagem feita por antigos alunos. Em 2010 o edifício sofreu uma grande intervenção da empresa pública Parque Escolar.

## Estudantes e professores ilustres
Várias personalidades de reconhecido mérito frequentaram ou realizaram provas na escola.
O antigo Presidente da República Mário Soares fez exame de admissão aos liceus nesta Escola. Já o seu pai, João Lopes Soares, frequentara o Liceu antes de seguir para o Seminário de Coimbra, iniciando  uma carreira eclesiástica que viria a abandonar nos alvores da Primeira República.
António José Saraiva, professor da Faculdade de Letras da Universidade de Lisboa e coautor da História da Literatura Portuguesa, além de histórico antisalazarista, frequentou esta Escola, tal como o seu irmão José Hermano Saraiva, advogado, professor do ensino liceal e conhecido divulgador da História de Portugal, que foi deputado à Assembleia Nacional e Ministro da Educação no Estado Novo. O pai de ambos, José Saraiva, havia sido professor e reitor do Liceu.
Outro historiador que frequentou a escola foi José Mattoso, especialista no período da Idade Média, professor catedrático da Faculdade de Ciências Sociais e Humanas, que também foi diretor do Arquivo Nacional Torre do Tombo.
Papel destacado na revolução, na construção da democracia, bem como no período democrático, tiveram os antigos estudantes Fernando Salgueiro Maia, chefe da coluna militar que na madrugada de 25 de abril de 1974 entrou em Lisboa e fez render o chefe do governo, Marcello Caetano; Manuel da Costa Braz, militar, membro da ala democrática do MFA conhecida como Grupo dos Nove, depois Ministro da Administração Interna e primeiro Provedor de Justiça; Francisco de Oliveira Dias, médico, militante e dirigente do Partido do Centro Democrático Social, deputado à Assembleia Constituinte e Presidente da Assembleia da República; Vítor Pereira Crespo, engenheiro e professor universitário, que foi reitor da Universidade de Lourenço Marques; e, depois do 25 de abril, militante destacado do Partido Social-Democrata, Ministro da Educação e, igualmente, Presidente da Assembleia da República; António Cardoso e Cunha, engenheiro, dirigente do PSD, que foi o primeiro português a exercer o cargo de Comissário Europeu, além de Ministro da Agricultura e Pescas; Alberto Costa, advogado, opositor ao salazarismo e militante destacado do Partido Socialista, que foi Ministro da Administração Interna e da Justiça.
Também frequentaram o Liceu os jornalistas Adelino Gomes, repórter do período revolucionário subsequente ao 25 de abril (de resto, antigo colega de turma de Salgueiro Maia dez anos antes), que cobriu, na RTP, o 25 de abril e o 11 de março e foi diretor-adjunto do jornal Público; Joaquim Vieira, ex-diretor-adjunto do Expresso e diretor da Grande Reportagem, além de autor de diversas obras de caráter histórico e biográfico dedicados ao século XX.
No campo da literatura figuram entre os antigos estudantes Afonso Lopes Vieira, eminente poeta, ligado à corrente da chamada Renascença Portuguesa e um dos primeiros representantes do Neogarretismo; e Américo Cortez Pinto, médico e também poeta, que foi também dirigente da União Nacional e deputado à Assembleia Nacional durante o Estado Novo.
Também fez o seu percurso escolar no Liceu de Leiria um dos homens mais criativos da segunda metade do século XX português: o arquiteto, artista plástico, músico multi-instrumentista, letrista e compositor José Luís Tinoco; tal como o médico e intérprete do Fado de Coimbra, Armando Goes, que não apenas frequentou o liceu, como integrou o seu Orfeon;